# Рањени орао (филм из 1977)
„Рањени орао” је југословенски ТВ филм из 1977. године. Режирала га је Соја Јовановић а сценарио је написао Борислав Михајловић Михиз, по делу Мир Јам.

## Улоге
| Глумац                 | Улога           |
| ---------------------- | --------------- |
| Ружица Сокић           | Мир Јам         |
| Јелисавета Сека Саблић | Анђелка Бојанић |
| Бора Тодоровић         | Гојко Марић     |
| Феђа Стојановић        | Ненад Алексић   |
| Рената Улмански        | Нада Тодоровић  |
| Петар Божовић          | Мишо Ђуровић    |
| Татјана Бељакова       | Вукица          |
| Мира Пеић              | Тања            |